# Brachistosternus chilensis
Espèce
Synonymes
- Brachistosternus intermedius chilensis Kraepelin, 1911

Brachistosternus chilensis est une espèce de scorpions de la famille des Bothriuridae.

## Distribution
Cette espèce est endémique du Chili. Elle se rencontre dans les régions de Valparaíso et la Santiago.

## Description
Les mâles mesurent de 43 à 59 mm et les femelles de 48 à 56 mm.

## Étymologie
Son nom d'espèce, composé de chil[e] et du suffixe latin -ensis, « qui vit dans, qui habite », lui a été donné en référence au lieu de sa découverte, le Chili.

## Publication originale
- Kraepelin, 1911 : Neue Beitrage zur Systematik der Gliederspinnen. Mitteilungen aus dem Naturhistorischen Museum in Hamburg, vol. 28, p. 57-107.